# Vicente Cândido
Vicente Cândido da Silva (Bom Jesus do Galho, 17 de novembro de 1959) é um advogado, comerciante e político brasileiro, filiado ao Partido dos Trabalhadores (PT).

## Trajetória
Formou-se em Direito pela FMU e fez pós-graduação em Direito Empresarial pela Pontifícia Universidade Católica de São Paulo. É filiado ao PT desde 1980. Elegeu-se deputado federal por São Paulo em 2010. Foi relator da Lei Geral da Copa, em 2012. Em 2014, assumiu a presidência da Comissão de Constituição e Justiça da Câmara dos Deputados.
Em 2017, atuou como relator da PEC (Proposta de Emenda a Constituição) da reforma política. Nesse processo defendeu a criação de um fundo público para financiamento de campanhas eleitorais no valor correspondente à 0,5% da Receita Corrente Líquida da União.